# José Amiguet
José o Joseph Amiguet y Comes, fue un compositor y maestro de capilla español nacido en Tarrasa (provincia de Barcelona) hacia 1703 a 1705.

## Biografía
Tras el fallecimiento del maestro Clemente Barrachina a principios del año 1728, quedó vacante el cargo de maestro de capilla de la Catedral de Albarracín. Se convocar oposiciones al magisterio de capilla para la primera quincena de mayo de ese mismo año, 1728, siendo los examinadores, Agustín Mesa, organista de Albarracín y Luís Pastor, maestro de capilla de Teruel. Abmos recomendaron el nombre de José Amiguet: «que Joseph Amiguet, natural de Tarrasa, era el más hábil e idóneo de los que habían concurrido [...]» Amiguet tomó posesión el 11 de octubre de 1728 y entró en la catedral de Albarracín sin haber sido ordenado. El dos de noviembre de ese año las actas capitulares recogen «que respecto de que el magisterio de Capilla es normal, que se le perpetúen a Joseph Amiguet las distribuciones a que se admite, conviniendo el Cabildo en que se exijan en beneficio perpetuo colatino, para que pueda ser promovido a las sagradas órdenes». Entre las varias responsabilidades del maestro de capilla, Amiguet también copió los manuscritos musicales de la iglesia. En Albarracín también compuso algunas obras policorales.
A finales de 1731, realizó las oposiciones para  maestro de capilla de Tortosa, trasladándose al magisterio de la Catedral de Tortosa ese mismo año.
En 1737 se presentó a las oposiciones para el magisterio de la Catedral de Lérida. Se presentaron Antonio Sala, cantor de la capilla de música de la metropolitana de Lérida; Josep Caracoler, organista y maestro de capilla de la Colegiata de Tremp y Amiguet, ciolinista y maestro de capilla de la Catedral de Tortosa. El cargo fue concedido a Antonio Sala.

## Obra
En el archivo de la catedral de Albarracín se conservan tres salmos suyos.
- Dixit Dominus para 8 voces y acompañamiento, fechado en 1728.
- Domine ad adjuvandum para 7 voces y acompañamiento, fechado en 1728.
- Beatus vir a 7 voces, fechado en 1729.